# Liga Sudamericana de Baloncesto 2022
La Liga Sudamericana de Baloncesto 2022 fue la vigesimoquinta edición del segundo torneo más importante de baloncesto a nivel de clubes en Sudamérica organizado por FIBA Américas. El torneo regresó después de 3 años donde por la Pandemia de COVID-19, no se realizaron las ediciones 2020 y 2021. Al igual que la edición anterior, contó con la participación de 16 equipos, provenientes de Argentina, Bolivia, Brasil, Chile, Colombia, Ecuador, Paraguay y Uruguay. Perú y Venezuela no tendrán un representante en este torneo. El torneo comenzó el 30 de septiembre y finalizó el 4 de diciembre.

## Sistema de juego
- Fase de grupos: Los 16 equipos se dividen en 4 grupos de 4 equipos cada uno, los partidos se jugarán en sede única por grupo, que será en el coliseo de uno de los equipos en contienda, cada equipo juega 3 partidos y los 2 mejores clasifican al Final 8.
- Final 8: Los 8 clasificados jugarán cuartos de final de la siguiente manera: 1A vs 2B (J1), 1C vs 2D (J2), 1D vs 2C (J3) y 1B vs 2A (J4), los ganadores de estas llaves jugarán semifinales de la siguiente manera: J1 vs J2 (J5) (F1) y J3 vs J4 (J6) (F2), quienes ganen estas llaves pasarán al Final 4. Por su parte, los perdedores en cuartos de final se enfrentarán de la siguiente manera: J1 vs J2 (J7) y J3 vs J4 (J8), los ganadores de estas llaves jugarán con los eliminados en las semifinales de ganadores de la siguiente forma: Ganador J7 vs Perdedor J6 (F3) y Ganador J8 vs Perdedor J5 (F4), los ganadores de estas llaves estarán clasificados al Final 4. Todos los partidos se jugarán en sede única por definir y las llaves serán a partido único.
- Final 4: Los clasificados jugarán semifinales: F1 vs F3 y F2 vs F4, los ganadores de estas jugarán la final. Al igual que el Final 8, los partidos se jugarán en sede única por definir y las llaves serán a partido único.

## Equipos participantes
| País              | Equipo                                                               | Vía de clasificación |
| ----------------- | -------------------------------------------------------------------- | --- |
| Argentina 4 cupos | San Martín de Corrientes Boca Juniors Regatas Corrientes Oberá Tenis | Tercero en la Liga Nacional de Básquet 2021-22 Quinto en la Liga Nacional de Básquet 2021-22 Sexto en la Liga Nacional de Básquet 2021-22 Noveno en la Liga Nacional de Básquet 2021-22                |
| Bolivia 1 cupo    | Pichincha de Potosí                                                  | Campeón de la Liga Boliviana de Básquetbol 2022 |
| Brasil 4 cupos    | Sao Paulo FC Bauru Unifacisa Sorocabana                              | Cuarto en la Novo Basquete Brasil 2021-22 Quinto en la Novo Basquete Brasil 2021-22 Sexto en la Novo Basquete Brasil 2021-22 Subcampeón del Campeonato Brasileiro de Clubes de Basquete Masculino 2022 |
| Chile 1 cupo      | Leones de Quilpué                                                    | Subcampeón de la Liga Nacional de Básquetbol 2022 |
| Colombia 2 cupos  | Titanes de Barranquilla Tigrillos de Medellín                        | Campeón de la Liga Colombiana de Baloncesto 2022-I Séptimo en la Liga Colombiana de Baloncesto 2022-I                                                                                                  |
| Ecuador 1 cupo    | Punto Rojo LR                                                        | Campeón de la Liga Ecuatoriana de Baloncesto 2022 |
| Paraguay 1 cupo   | Deportivo San José                                                   | Campeón de la Liga Nacional de Básquetbol 2022. |
| Uruguay 2 cupos   | Aguada Olimpia                                                       | Cuarto en la Liga Uruguaya de Básquetbol 2021-22 Octavo en la Liga Uruguaya de Básquetbol 2021-22 |

## Fase de grupos
|  | Clasificado a Cuartos de Final. |
|  | Eliminado.                      |

### Grupo A
| Pos | Equipos                  | PTS | PG | PP | PJ | PTFA | PTCO | DIF |
| --- | ------------------------ | --- | -- | -- | -- | ---- | ---- | --- |
| 1.  | San Martín de Corrientes | 5   | 2  | 1  | 3  | 233  | 210  | 23  |
| 2.  | Titanes de Barranquilla  | 5   | 2  | 1  | 3  | 218  | 185  | 33  |
| 3.  | Punto Rojo LR            | 4   | 1  | 2  | 3  | 205  | 221  | -16 |
| 4.  | Sorocabana               | 4   | 1  | 2  | 3  | 180  | 220  | -40 |

Los horarios corresponden al huso horario de Barranquilla, UTC–5.
| Jornada 1                | Jornada 1 | Jornada 1     | Jornada 1             | Jornada 1        | Jornada 1 |
| Local                    | Resultado | Visitante     | Coliseo               | Fecha            | Hora      |
| ------------------------ | --------- | ------------- | --------------------- | ---------------- | --------- |
| San Martín de Corrientes | 68 : 69   | Sorocabana    | Coliseo Elías Chegwin | 30 de septiembre | 17:00     |
| Titanes de Barranquilla  | 78 : 52   | Punto Rojo LR | Coliseo Elías Chegwin | 30 de septiembre | 20:00     |

| Jornada 2               | Jornada 2 | Jornada 2                | Jornada 2             | Jornada 2    | Jornada 2 |
| Local                   | Resultado | Visitante                | Coliseo               | Fecha        | Hora      |
| ----------------------- | --------- | ------------------------ | --------------------- | ------------ | --------- |
| Punto Rojo LR           | 76 : 83   | San Martín de Corrientes | Coliseo Elías Chegwin | 1 de octubre | 17:00     |
| Titanes de Barranquilla | 75 : 51   | Sorocabana               | Coliseo Elías Chegwin | 1 de octubre | 20:00     |

| Jornada 3               | Jornada 3 | Jornada 3                | Jornada 3             | Jornada 3    | Jornada 3 |
| Local                   | Resultado | Visitante                | Coliseo               | Fecha        | Hora      |
| ----------------------- | --------- | ------------------------ | --------------------- | ------------ | --------- |
| Sorocabana              | 60 : 77   | Punto Rojo LR            | Coliseo Elías Chegwin | 2 de octubre | 17:00     |
| Titanes de Barranquilla | 65 : 82   | San Martín de Corrientes | Coliseo Elías Chegwin | 2 de octubre | 20:00     |

### Grupo B
| Pos | Equipos             | PTS | PG | PP | PJ | PTFA | PTCO | DIF |
| --- | ------------------- | --- | -- | -- | -- | ---- | ---- | --- |
| 1.  | Bauru               | 5   | 2  | 1  | 3  | 224  | 186  | 38  |
| 2.  | Oberá Tenis         | 5   | 2  | 1  | 3  | 247  | 205  | 42  |
| 3.  | Regatas Corrientes  | 5   | 2  | 1  | 3  | 224  | 251  | -27 |
| 4.  | Pichincha de Potosí | 3   | 0  | 3  | 3  | 220  | 273  | -53 |

Los horarios corresponden al huso horario de Oberá, UTC-3.
| Jornada 1          | Jornada 1 | Jornada 1           | Jornada 1                      | Jornada 1    | Jornada 1 |
| Local              | Resultado | Visitante           | Coliseo                        | Fecha        | Hora      |
| ------------------ | --------- | ------------------- | ------------------------------ | ------------ | --------- |
| Regatas Corrientes | 52 : 88   | Bauru               | Estadio Dr. Luis Augusto Derna | 7 de octubre | 19:00     |
| Oberá Tenis        | 105 : 65  | Pichincha de Potosí | Estadio Dr. Luis Augusto Derna | 7 de octubre | 22:00     |

| Jornada 2           | Jornada 2 | Jornada 2          | Jornada 2                      | Jornada 2    | Jornada 2 |
| Local               | Resultado | Visitante          | Coliseo                        | Fecha        | Hora      |
| ------------------- | --------- | ------------------ | ------------------------------ | ------------ | --------- |
| Pichincha de Potosí | 84 : 87   | Regatas Corrientes | Estadio Dr. Luis Augusto Derna | 8 de octubre | 19:00     |
| Oberá Tenis         | 63 : 55   | Bauru              | Estadio Dr. Luis Augusto Derna | 8 de octubre | 22:00     |

| Jornada 3   | Jornada 3 | Jornada 3           | Jornada 3                      | Jornada 3    | Jornada 3 |
| Local       | Resultado | Visitante           | Coliseo                        | Fecha        | Hora      |
| ----------- | --------- | ------------------- | ------------------------------ | ------------ | --------- |
| Bauru       | 81 : 71   | Pichincha de Potosí | Estadio Dr. Luis Augusto Derna | 9 de octubre | 19:00     |
| Oberá Tenis | 79 : 85   | Regatas Corrientes  | Estadio Dr. Luis Augusto Derna | 9 de octubre | 22:00     |

### Grupo C
| Pos | Equipos           | PTS | PG | PP | PJ | PTFA | PTCO | DIF |
| --- | ----------------- | --- | -- | -- | -- | ---- | ---- | --- |
| 1.  | Boca Juniors      | 6   | 3  | 0  | 3  | 223  | 176  | 47  |
| 2.  | Aguada            | 5   | 2  | 1  | 3  | 230  | 206  | 24  |
| 3.  | Olimpia           | 4   | 1  | 2  | 3  | 209  | 236  | -27 |
| 4.  | Leones de Quilpué | 3   | 0  | 3  | 3  | 204  | 248  | -44 |

Los horarios corresponden al huso horario de Buenos Aires, UTC-3.
| Jornada 1    | Jornada 1 | Jornada 1         | Jornada 1                | Jornada 1     | Jornada 1 |
| Local        | Resultado | Visitante         | Coliseo                  | Fecha         | Hora      |
| ------------ | --------- | ----------------- | ------------------------ | ------------- | --------- |
| Olimpia      | 67 : 84   | Aguada            | Estadio Obras Sanitarias | 13 de octubre | 18:00     |
| Boca Juniors | 80 : 56   | Leones de Quilpué | Estadio Obras Sanitarias | 13 de octubre | 21:00     |

| Jornada 2         | Jornada 2 | Jornada 2 | Jornada 2                | Jornada 2     | Jornada 2 |
| Local             | Resultado | Visitante | Coliseo                  | Fecha         | Hora      |
| ----------------- | --------- | --------- | ------------------------ | ------------- | --------- |
| Leones de Quilpué | 78 : 81   | Olimpia   | Estadio Obras Sanitarias | 14 de octubre | 18:00     |
| Boca Juniors      | 69 : 59   | Aguada    | Estadio Obras Sanitarias | 14 de octubre | 21:00     |

| Jornada 3    | Jornada 3 | Jornada 3         | Jornada 3                | Jornada 3     | Jornada 3 |
| Local        | Resultado | Visitante         | Coliseo                  | Fecha         | Hora      |
| ------------ | --------- | ----------------- | ------------------------ | ------------- | --------- |
| Aguada       | 87 : 70   | Leones de Quilpué | Estadio Obras Sanitarias | 15 de octubre | 18:00     |
| Boca Juniors | 74 : 61   | Olimpia           | Estadio Obras Sanitarias | 15 de octubre | 21:00     |

### Grupo D
| Pos | Equipos               | PTS | PG | PP | PJ | PTFA | PTCO | DIF  |
| --- | --------------------- | --- | -- | -- | -- | ---- | ---- | ---- |
| 1.  | Unifacisa             | 5   | 2  | 1  | 3  | 245  | 201  | 44   |
| 2.  | Sao Paulo FC          | 5   | 2  | 1  | 3  | 259  | 218  | 41   |
| 3.  | Deportivo San José    | 5   | 2  | 1  | 3  | 288  | 234  | 54   |
| 4.  | Tigrillos de Medellín | 3   | 0  | 3  | 3  | 191  | 330  | -139 |

Los horarios corresponden al huso horario de Campina Grande, UTC-3.
| Jornada 1          | Jornada 1 | Jornada 1             | Jornada 1       | Jornada 1     | Jornada 1 |
| Local              | Resultado | Visitante             | Coliseo         | Fecha         | Hora      |
| ------------------ | --------- | --------------------- | --------------- | ------------- | --------- |
| Deportivo San José | 92 : 87   | Sao Paulo FC          | Arena Unifacisa | 21 de octubre | 19:30     |
| Unifacisa          | 99 : 64   | Tigrillos de Medellín | Arena Unifacisa | 24 de octubre | 19:30     |

| Jornada 2             | Jornada 2 | Jornada 2          | Jornada 2       | Jornada 2     | Jornada 2 |
| Local                 | Resultado | Visitante          | Coliseo         | Fecha         | Hora      |
| --------------------- | --------- | ------------------ | --------------- | ------------- | --------- |
| Unifacisa             | 61 : 65   | Sao Paulo FC       | Arena Unifacisa | 22 de octubre | 18:00     |
| Tigrillos de Medellín | 62 : 124  | Deportivo San José | Arena Unifacisa | 22 de octubre | 21:00     |

| Jornada 3    | Jornada 3 | Jornada 3             | Jornada 3       | Jornada 3     | Jornada 3 |
| Local        | Resultado | Visitante             | Coliseo         | Fecha         | Hora      |
| ------------ | --------- | --------------------- | --------------- | ------------- | --------- |
| Unifacisa    | 85 : 72   | Deportivo San José    | Arena Unifacisa | 23 de octubre | 18:00     |
| Sao Paulo FC | 107 : 65  | Tigrillos de Medellín | Arena Unifacisa | 23 de octubre | 21:00     |

## Final 8
Los horarios corresponden al huso horario de Buenos Aires, UTC-3.
| Cuartos de final         | Cuartos de final | Cuartos de final        | Cuartos de final         | Cuartos de final | Cuartos de final |
| Local                    | Resultado        | Visitante               | Coliseo                  | Fecha            | Hora             |
| ------------------------ | ---------------- | ----------------------- | ------------------------ | ---------------- | ---------------- |
| Bauru                    | 62 : 84          | Titanes de Barranquilla | Estadio Obras Sanitarias | 29 de noviembre  | 13:30            |
| Unifacisa                | 75 : 73          | Aguada                  | Estadio Obras Sanitarias | 29 de noviembre  | 16:00            |
| San Martín de Corrientes | 56 : 78          | Oberá Tenis             | Estadio Obras Sanitarias | 29 de noviembre  | 18:30            |
| Boca Juniors             | 79 : 71          | Sao Paulo FC            | Estadio Obras Sanitarias | 29 de noviembre  | 21:00            |

| Semifinales de ganadores | Semifinales de ganadores | Semifinales de ganadores | Semifinales de ganadores | Semifinales de ganadores | Semifinales de ganadores |
| Local                    | Resultado                | Visitante                | Coliseo                  | Fecha                    | Hora                     |
| ------------------------ | ------------------------ | ------------------------ | ------------------------ | ------------------------ | ------------------------ |
| Unifacisa                | 69 : 75                  | Titanes de Barranquilla  | Estadio Obras Sanitarias | 30 de noviembre          | 16:00                    |
| Oberá Tenis              | 72 : 68                  | Boca Juniors             | Estadio Obras Sanitarias | 30 de noviembre          | 21:00                    |

| Semifinales de perdedores | Semifinales de perdedores | Semifinales de perdedores | Semifinales de perdedores | Semifinales de perdedores | Semifinales de perdedores |
| Local                     | Resultado                 | Visitante                 | Coliseo                   | Fecha                     | Hora                      |
| ------------------------- | ------------------------- | ------------------------- | ------------------------- | ------------------------- | ------------------------- |
| Aguada                    | 64 : 68                   | Bauru                     | Estadio Obras Sanitarias  | 30 de noviembre           | 13:30                     |
| San Martín de Corrientes  | 85 : 81                   | Sao Paulo FC              | Estadio Obras Sanitarias  | 30 de noviembre           | 18:30                     |

| Repechaje                | Repechaje | Repechaje    | Repechaje                | Repechaje      | Repechaje |
| Local                    | Resultado | Visitante    | Coliseo                  | Fecha          | Hora      |
| ------------------------ | --------- | ------------ | ------------------------ | -------------- | --------- |
| San Martín de Corrientes | 88 : 84   | Unifacisa    | Estadio Obras Sanitarias | 1 de diciembre | 17:00     |
| Bauru                    | 65 : 61   | Boca Juniors | Estadio Obras Sanitarias | 1 de diciembre | 19:30     |

## Final 4
|  | Semifinales             | Semifinales    |    |                | Final               | Final |  |
|  |                         |                |    |                |                     |       |  |
|  |                         |                |    |                |                     |       |  |
|  | 3 de diciembre          |                |    |                |                     |       |  |
|  | Oberá Tenis             | 69             |    |                |                     |       |  |
|  | San Martín              | 78             |    |                |                     |       |  |
|  |                         |                |    |                |                     |       |  |
|  |                         |                |    |                | 4 de diciembre      |       |  |
|  |                         |                |    |                | San Martín          | 57    |  |
|  |                         | Bauru          | 66 |                |                     |       |  |
|  |                         |                |    |                |                     |       |  |
|  |                         |                |    |                |                     |       |  |
|  |                         |                |    |                | Tercer lugar        |       |  |
|  | 3 de diciembre          | 3 de diciembre |    | 4 de diciembre | 4 de diciembre      |       |  |
|  | Titanes de Barranquilla | 62             |    | Oberá Tenis    | 84                  |       |  |
|  | Bauru                   | 85             |    |                | Titanes de B/quilla | 89    |  |

| Semifinales             | Semifinales | Semifinales              | Semifinales              | Semifinales    | Semifinales |
| Local                   | Resultado   | Visitante                | Coliseo                  | Fecha          | Hora        |
| ----------------------- | ----------- | ------------------------ | ------------------------ | -------------- | ----------- |
| Titanes de Barranquilla | 62 : 85     | Bauru                    | Estadio Obras Sanitarias | 3 de diciembre | 18:30       |
| Oberá Tenis             | 69 : 78     | San Martín de Corrientes | Estadio Obras Sanitarias | 3 de diciembre | 21:00       |

| Partido por el 3° lugar | Partido por el 3° lugar | Partido por el 3° lugar | Partido por el 3° lugar  | Partido por el 3° lugar | Partido por el 3° lugar |
| Local                   | Resultado               | Visitante               | Coliseo                  | Fecha                   | Hora                    |
| ----------------------- | ----------------------- | ----------------------- | ------------------------ | ----------------------- | ----------------------- |
| Oberá Tenis             | 84 : 89                 | Titanes de Barranquilla | Estadio Obras Sanitarias | 4 de diciembre          | 17:00                   |

| Final                    | Final     | Final     | Final                    | Final          | Final |
| Local                    | Resultado | Visitante | Coliseo                  | Fecha          | Hora  |
| ------------------------ | --------- | --------- | ------------------------ | -------------- | ----- |
| San Martín de Corrientes | 57 : 66   | Bauru     | Estadio Obras Sanitarias | 4 de diciembre | 20:00 |

|                          |
|                          |
| Campeón Bauru 2.º título |